# 董官
董官（1501年—1532年），字惟賢，山西省大同府應州人，民籍，四月十二日生，行一，治《易經》，明朝政治人物。

## 生平
由國子生中式嘉靖四年（1525年）乙酉科山西鄉試第六十一名舉人，年三十二歲中式嘉靖十一年（1532年）壬辰科會試第一百五名。第三甲第一百六十七名進士。觀禮部政卒。

## 家族
曾祖董政；祖董銓，縣主簿；父董獻，縣主簿；母鄭氏。具慶下。弟董宇。